# Surteco
Die Surteco Group SE mit Sitz in Buttenwiesen-Pfaffenhofen (Bayern) ist ein börsennotierter Hersteller von Oberflächenmaterialien auf Papier- und Kunststoffbasis wie Kanten und Folien, technischen Profilen sowie im Dekordruck tätig. Beispiele sind: Kantenstreifen, Flächenfolien, technische Profile, Rollladensysteme, Dekordrucke, Imprägnate, Trennpapiere, Sockelleisten und Baumarktsortimente.
Surteco fertigt seine Produkte weltweit an 22 Standorten auf vier Kontinenten. An weiteren 14 Standorten unterhält der Konzern Vertriebsniederlassungen.

## Geschichte
Die Surteco AG entstand im Jahr 2000 durch Zusammenschluss der börsennotierten Bausch + Linnemann AG – einem Hersteller von Möbelbeschichtungen auf Papierbasis – und der Döllken-Gruppe, die entsprechende Produkte auf Kunststoffbasis herstellt. Die Bausch + Linnemann AG wiederum ging 1998 aus der börsennotierten Bausch AG und der Linnemann GmbH + Co. KG, Sassenberg, hervor.
2007 firmierte Surteco in eine Europäische Gesellschaft (SE) um.
Ende 2013 übernahm Surteco die Süddekor-Gruppe, einen Hersteller von papierbasierten Beschichtungen mit 770 Mitarbeitern und 228 Millionen Euro Jahresumsatz.
2018 änderte die Gesellschaft ihren Firmennamen in Surteco Group SE. Die Umbenennung ist Teil einer Reorganisation, bei der die drei Tochtergesellschaften BauschLinnemann GmbH, Döllken-Kunststoffverarbeitung GmbH und Surteco Decor GmbH zu einer neuen Surteco GmbH verschmolzen werden.